# ويليام هوبز (مصمم رقص)
ويليام هوبز (بالإنجليزية: William Hobbs)‏ هو مصمم رقص بريطاني، ولد في 29 يناير 1939 في هامبستاد في المملكة المتحدة، وتوفي في 10 يوليو 2018.

## وصلات خارجية
- ويليام هوبز على موقع IMDb (الإنجليزية)
- ويليام هوبز على موقع قاعدة بيانات الفيلم (الإنجليزية)